# Homéric
Pour l’article ayant un titre homophone, voir Homérique.
Pour les articles homonymes, voir Dion, Frédéric Dion et Homeric.
Homéric, de son vrai nom Frédéric Dion, né le  17 décembre 1954 à Neuilly-sur-Seine, est un écrivain français.

## Biographie
C’est à neuf ans, à Deauville, que Frédéric Dion vit des pur-sang pour la première fois. Dès lors, il suit cette passion et devient lad, puis apprenti jockey de 1969 à 1973 chez John Cunnington junior, à Chantilly, et jockey chez le duc de Blacas, à Beaupréau.
En 1982, et jusqu'en 1993, il devient chroniqueur hippique à Libération. C'est à cette époque qu'il prend son pseudonyme, Homéric, par amour des chevaux et en hommage à Homère : « Homeric, c'est le nom d'un cheval anglais qui a couru l'Arc de triomphe voici plusieurs années et qui a terminé troisième alors qu'il aurait dû gagner. En plus, c'est un hommage à Homère, qui a été le premier chroniqueur hippique de notre ère avec la course de chars qu'il raconte. »
Ses chroniques hippiques ont permis à un large public non averti de découvrir cet univers. Plusieurs de ses chroniques, considérées comme ses meilleures, ont été publiées en 1992 aux éditions Grasset sous le titre d’Œdipe de cheval.
Homeric est l’auteur de plusieurs ouvrages sur les chevaux et le monde des courses hippiques, dont la biographie d’Ourasi, l’un des plus grands trotteurs de tous les temps.
Son premier roman, Le Loup mongol a reçu le prix Médicis en 1998. Il y retrace l'épopée de Temüdjin, le futur Gengis Khan, guerrier légendaire, par la voix de Bo'ortchou, fidèle compagnon, anda, palefrenier en chef de Gengis Khan : « C'est en Mongolie, que j'ai découvert pour la première fois le sentiment de devenir soi-même cheval, d'être le lien entre la terre et le ciel- dieu – le tengri. Là-bas, on dit d'ailleurs qu'un homme sans cheval est comme un oiseau sans ailes. »
En spécialiste des chevaux, Homéric, en sus de son travail d’écrivain, est ponctuellement  sollicité pour rédiger des articles dans la presse et les magazines[réf. nécessaire]. Il contribue également à des reportages, des films pour la télévision. En 2003, il a notamment co-écrit le documentaire "Ourasi, le roi fainéant" réalisé par Jackie Bastide, qui a reçu le Grand Prix du Festival Epona.
De septembre 2011 à fin juin 2012, Homeric a publié à nouveau des chroniques hebdomadaires dans Libération intitulées « D'autres vies que la nôtre », qui mettent en scène les vies animales secrètes, sauvages et foisonnantes qui avoisinent la sienne et qu'il nomme « héroïques ». Ces chroniques sont publiées en 2012 dans un recueil au même titre, D'autres vies que la nôtre, publié chez Grasset.
En 2012 il est nommé Chevalier des Arts et des Lettres par Frédéric Mitterrand.

## Œuvre

### Romans et nouvelles
- Ourasi, le roi fainéant (Presses de la Renaissance, 1989. Réédité Favre, 2000)
- Œdipe de cheval (Grasset, 1992) — Goncourt des animaux
- L'Aventure de Mazeppa (Calmann-Lévy, 1993)
- Le Loup mongol (Grasset, 1998) — Prix Médicis
- Lady Love (Grasset, 2003)
- Chevauchées (rêveries) (Julliard, 2004)
- Dictionnaire amoureux du cheval (Plon, 2012)
- D'autres vies que la nôtre ( Grasset, 2012) - recueil de ses chroniques au même titre, dans le journal Libération

### Autres
- Horses, William Blake & Co (1991, photographie de Pierre Keller)
- Le Cheval illustré de A à Z (La Sirène, 1995) - avec Riff Reb's
- Un cheval nommé Zingaro (Tana Éditions, 2000)
- Pour l’honneur des bêtes (Julliard, 2001)
- Première rencontres, le cheval et l’homme, 20 écrivains rêvent (Phébus, 2001, collectif)
- Nouvelles d’Aubrac (2002, Fil d’Ariane, collectif)
- Galop (2003, Horizon Illimité, photographies)
- Zingaro. 25 ans (Actes Sud-MK2, 2009)
- Ourasi, le roi fainéant (Presses de la Renaissance, 1989)